# Юстінас Лагунавічюс
Юстінас Лагунавічюс (4 вересня 1924 — 15 липня 1997) — радянський баскетболіст.
Срібний призер Олімпійських Ігор 1952 року.
Чемпіон Європи 1947, 1951, 1953 років.